# Heteroconger lentiginosus
Heteroconger lentiginosus is een straalvinnige vissensoort uit de familie van zeepalingen (Congridae). De wetenschappelijke naam van de soort is voor het eerst geldig gepubliceerd in 1981 door Böhlke & Randall.